# Chloris ekmanii
Chloris ekmanii là một loài thực vật có hoa trong họ Hòa thảo. Loài này được C.L.Hitchc. mô tả khoa học đầu tiên năm 1936.